# 阿貝爾菲格雷多

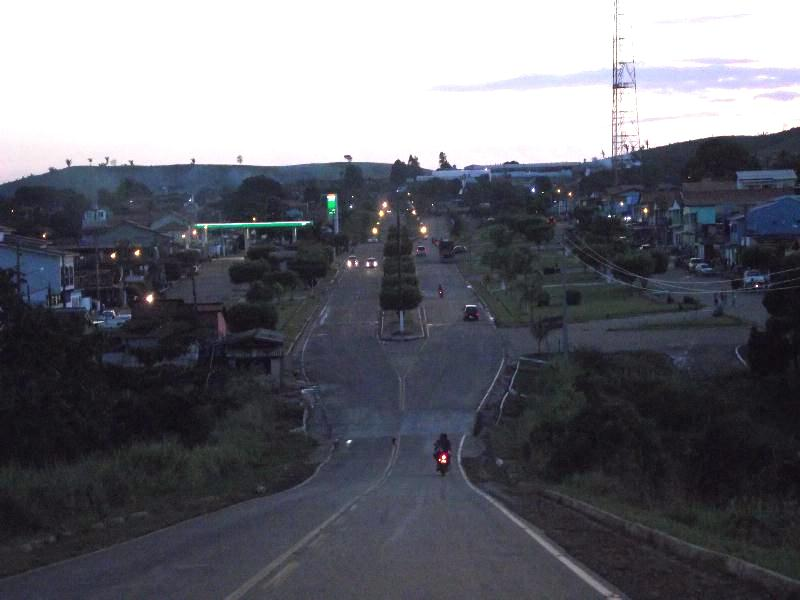
阿貝爾菲格雷多

阿貝爾菲格雷多（葡萄牙語：Abel Figueiredo），是巴西的城鎮，位於該國北部，由帕拉州負責管轄，始建於1991年12月27日，面積614平方公里，2012年人口6,905，人口密度每平方公里11.24人。